# Appennino parmense
L'Appennino parmense è una sottosezione dell'Appennino settentrionale (Appennino tosco-emiliano) compresa nei confini della provincia di Parma. Comprendendo la zona collinare, occupa circa i 2/3 del territorio provinciale (circa 2.300 km²). Partendo dal passo della Cisa, la parte orientale fa parte dell'Appennino Tosco-Emiliano, la parte occidentale dell'Appennino Ligure (Appennino piacentino).

## Orografia

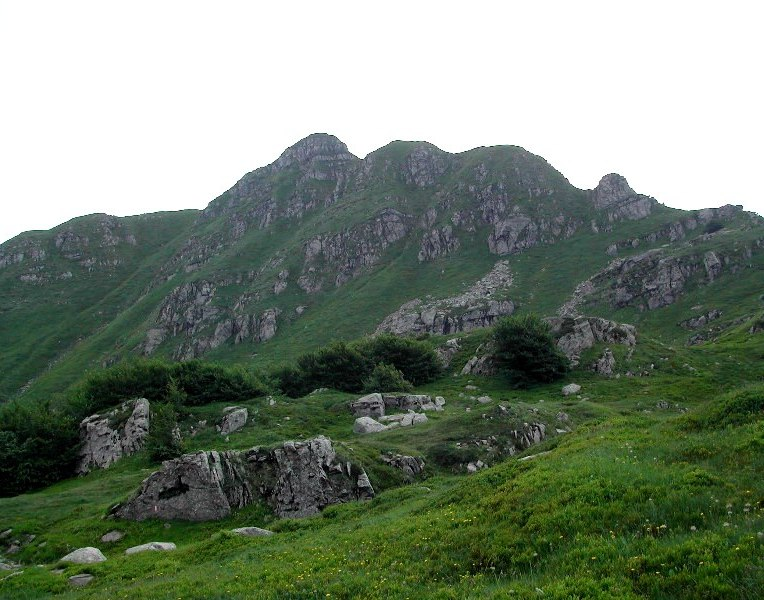
Il Monte Torricella, metri 1728.

La cima più elevata è il monte Sillara (1.861 m), sul crinale dell'Appennino tosco-emiliano che divide la provincia di Parma da quella di Massa-Carrara. Tra le altre vette più elevate della sezione tosco-emiliana sono da segnalare il monte Losanna (1.856 m), il monte Marmagna (1.852 m), il monte Orsaro (1.831 m) e il monte Paitino (1.815 m), tutte all'interno del Parco nazionale dell'Appennino Tosco-Emiliano.
Completamente all'interno della provincia di Parma sono il monte Rocca Pianaccia, che con i suoi 1762 m è la massima elevazione completamente compresa nel territorio parmense, il Monte Roccabiasca (1727 m), il Monte Scala (1715 m), il monte Navèrt (1654 m), il monte Caio (1.584 m) e il monte Cervellino (1.492 m).
Le vette più elevate della sezione occidentale sono il monte Maggiorasca (1.804 m), il monte Bue (1.775 m), il monte Penna (1.735 m), sul confine con la provincia di Genova, il monte Ragola (1.710 m), il monte Trevine (1.650 m), il monte Gottero (1.639 m), il monte Tomarlo (1.602 m), il monte Molinatico (1.549 m) e il monte Pelpi (1.480 m).
Poco al disotto della vetta del Gottero si trova la "Foce dei Tre Confini" (1.408 m), in cui si incontrano le tre regioni di Emilia-Romagna, Toscana e Liguria.

### Valli

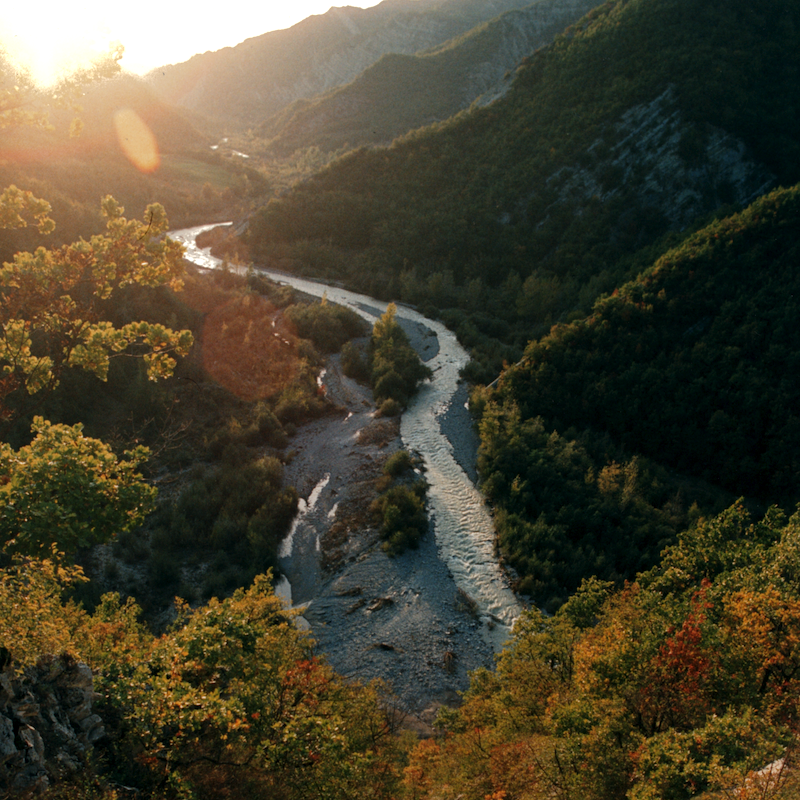
La Val Baganza

Le valli principali sono quelle del Taro, della Parma e del Ceno. La Val d'Enza è condivisa con l'Appennino reggiano.
Tra le valli minori da citare quelle del Baganza (che confluisce nel torrente Parma in prossimità del centro cittadino), del Cedra, del Bratica e dello Stirone. Tutti questi corsi d'acqua scorrono da sud verso nord e sono tributari direttamente o indirettamente del fiume Po.
Come per altre aree appenniniche, anche l'Appennino parmense è interessato in alcune zone dal tipico fenomeno erosivo dei calanchi.

### Valichi
Tra i numerosi valichi i principali sono il passo della Cisa (1041 m, Berceto-Pontremoli), il passo di Centocroci (1055 m, Albareto-Varese Ligure), il passo del Bocco (956 m, Bedonia-Chiavari), il passo del Brattello (953 m, Borgotaro-Pontremoli), il passo del Tomarlo (1482 m, Bedonia-Santo Stefano d'Aveto), bretella Zovallo-Tomarlo Alta Val Ceno (SP Val Nure) 1520 m, il passo del Cirone (1255 m, Corniglio-Pontremoli), il passo del Lagastrello (1200 m, Monchio delle Corti-Comano), il passo del Ticchiano (1154 m, Corniglio-Monchio delle Corti) e il passo del Chiodo (1420 m, Bedonia-Santo Stefano d'Aveto).

### Laghi

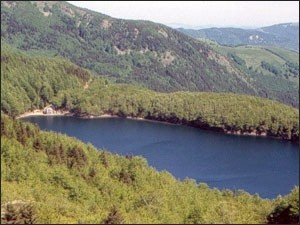
Il lago Santo parmense

Nel territorio dell'appennino parmense si trovano numerosi laghi, quasi tutti all'interno del Parco nazionale Appenino Tosco Emiliano ed alcuni nel Parco regionale dell'alta Val Parma e Val Cedra (chiamato anche "Parco dei cento laghi"): il lago Santo parmense, il maggiore di tutto l'appennino settentrionale, con una superficie di 81.500 m², il lago Ballano (73.000 m²), il lago Verde (59.800 m²), che è il più profondo (24 m), il lago Pradaccio (circa 40.000 m², situato all'interno della "Riserva naturale orientata Guadine-Pradaccio"), il lago Squincio (31.000 m²), i laghi Gemio (o Gemini) superiore (35.700 m²) e inferiore (32.500 m²), chiamati comunemente Lagoni, il lago Scuro parmense (11.600 m²) e il lago Palo (8.700 m²).
A quota 1732 m si trovano i due laghi del Sillara, i più elevati di tutto l'appennino parmense.
La fauna ittica di tutti questi laghi comprende la trota fario e, specie introdotta di origine alpina, il salmerino di lago.

### Aree naturali protette
- Parco regionale delle Valli del Cedra e del Parma, noto anche come "Parco dei Cento Laghi".
Si trova a nord (e a quote più basse) del Parco nazionale dell'Appennino Tosco-Emiliano, nei comuni di Corniglio, Monchio delle Corti e Tizzano Val Parma. A ridosso del crinale, invece, si trova il Parco Nazionale. Istituito nel 1995, occupa un'area di 1.779 ettari. La flora comprende soprattutto boschi di faggio e castagneti, ma anche boschi misti di conifere e faggi. La fauna comprende tra i mammiferi il caprioli, cinghiali e anche il lupo, che ha spontaneamente ricolonizzato la zona dopo che era pressoché scomparso. Molto comuni sono anche la volpe, il ghiro e lo scoiattolo. Tra i mustelidi sono presenti la donnola, la faina, il tasso, la martora e la puzzola. L'avifauna è molto ricca e comprende, oltre ad altri rapaci tipici dell'appennino, il gufo reale e l'aquila reale. Dal 2019 comprende l'area e il centro faunistico del Monte Fuso, nel comune di Neviano degli Arduini. Ospita molti esemplari di ungulati tra cui daini, caprioli, mufloni e cervi, in regime di semilibertà.
- Riserva naturale regionale dei Ghirardi.
Si trova nei comuni di Borgotaro e Albareto, nell'alta Val di Taro. È un'area di protezione faunistica di circa 600 ettari gestita attualmente dalla sezione del WWF di Parma. Ospita una ricca avifauna comprendente il falco pellegrino, il gheppio, il lodolaio, l'assiolo, il picchio e l'upupa. Tra i mammiferi è molto comune il ghiro; vi si trovano poi il cinghiale, lo scoiattolo, l'istrice, il daino e il capriolo.

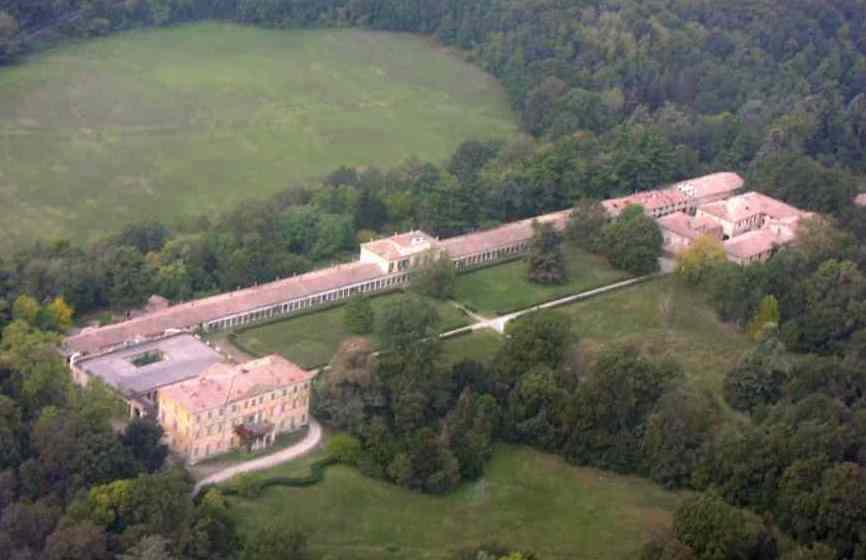
Parco Regionale Boschi di Carrega

- Oasi faunistica del Monte Penna.
Si estende per 535 ettari nei comuni di Bedonia e Tornolo. Ospita numerose specie di rapaci tra cui lo sparviero, la poiana, il gheppio, l'astore, il biancone e il falco pecchiaiolo; presente seppure sporadicamente anche l'aquila reale.
- Parco Regionale Boschi di Carrega.
Si trova in zona collinare nei comuni di Collecchio e Sala Baganza. È stato il primo parco regionale istituito dalla Regione Emilia-Romagna. È molto frequentato dai residenti della città. È caratterizzato da boschi di querce, castagni e faggi. È facile osservare caprioli e cinghiali oltre a fauna minore tipica del sottobosco. È stata la residenza di caccia di molti duchi di Parma, tra cui Maria Luigia di cui è possibile ancora osservare dall'esterno il Casino dei Boschi.
- Parco fluviale regionale del Taro.
Si estende per circa 20 km lungo il fiume Taro da Fornovo di Taro fino alla via Emilia. È stato istituito nel 1988 con la finalità di mantenere la vitalità ambientale del sistema fluviale del Taro. Nell'anno 2000 è stato designato come "Zona di Protezione Speciale" e per questo rientra tra i "Siti d'importanza europea" della "Rete natura 2000". E' importante perché il Taro è un corridoio migratorio e nel parco, nel greto del fiume, nidificano molti uccelli protetti durante la primavera, per esempio l'occhione.

## Turismo
Numerosi sono i castelli presenti nel territorio dell'Appennino parmense: tra i principali si possono citare quelli di Bardi, di Compiano, di Torrechiara, di Felino, di Golaso, di Pellegrino Parmense e di Varano de' Melegari.
Le principali località per la pratica degli sport invernali sono quelle di Schia, alle falde del monte Caio nel comune di Tizzano Val Parma, con due impianti di risalita e circa 15 km di piste, e di Prato Spilla, nei pressi del passo del Lagastrello nel comune di Monchio delle Corti, con 1 impianto di risalita e circa 10 km di piste. L'alta val Parma (comune di Corniglio, la zona di Lagdei, Lagoni e Lago Santo) è particolarmente adatta per il nordic walking, le uscite con le ciaspole e per lo sci alpinismo.
Tra le rinomate specialità gastronomiche di questo territorio il formaggio parmigiano reggiano, il prosciutto di Parma, il salame di Felino, i funghi porcini di Borgotaro.

## Comuni
- La Comunità montana Appennino Parma Est comprende i comuni di Corniglio, Langhirano, Lesignano de' Bagni, Monchio delle Corti, Neviano degli Arduini, Palanzano e Tizzano Val Parma.
- La Comunità montana Valli del Taro e del Ceno comprende i comuni di Albareto, Bardi, Bedonia, Berceto, Bore, Borgo Val di Taro, Compiano, Fornovo di Taro, Medesano, Pellegrino Parmense, Solignano, Terenzo, Tornolo, Valmozzola, Varano de' Melegari e Varsi.
- Altri comuni situati in parte nella fascia pedemontana sono Salsomaggiore Terme, Noceto, Calestano, Collecchio, Sala Baganza, Felino, Montechiarugolo e Traversetolo.